# Estadio Torpedo (Mogilev)
El Estadio Torpedo es un estadio multiuso ubicado en la ciudad de Mogilev en Bielorrusia y que cuenta con capacidad para 3,560 espectadores.

## Historia
El estadio fue inaugurado en 1960 y en su historia ha sufrido dos remodelaciones, una en 1978 y la otra en 2005 y desde su inauguración ha sido la casa del FC Torpedo Mogilev, y entre el 2006 y 2008 fue la cancha oficial del FC Savit Mogilev.
El estadio forma parte del Complejo Deportivo Torpedo, el cual es un espacio hecho para la práctica de varios deportes a espacio abierto que pertenece al club deportivo Torpedo Mogilev y es uno de los más grandes complejos deportivos en Bielorrusia.